# Пожарје
Пожарје (словен. Požarje) је насељено место у општини Загорје об Сави, Засавска регија, Словенија.

## Историја
До територијалне реорганизације у Словенији били су у саставу старе општине Загорје об Сави.

## Становништво
У попису становништва из 2011. године, Пожарје је имало 14 становника.
| Број становника према пописима | Број становника према пописима | Број становника према пописима |
| ------------------------------ | ------------------------------ | ------------------------------ |
| 1991                           | 2002                           | 2011                           |
| 40                             | 49                             | 14                             |

Напомена: Године 1953. повећана за насеља Крхуље и Пречна која су укинута. Године 2000. смањена за део насеља који је спојен са деловима издвојеним од насеља Јарше и Мошеник у ново самостално насеље Шпитал. Године 2001. умањено за део насеља који је припојен насељу Кал.